# 양주 윤씨
양주 윤씨(楊州尹氏)는 경기도 양주시를 본관으로 하는 한국의 성씨이다.

## 역사
양주 윤씨(楊州尹氏)의 시조 윤숭(尹崇)은  고려에서 삼중대광 도첨의정승(三重大匡 都僉議政承)이라는 관직(官職)을 지내었으며 중시조 윤덕방(尹德方)은 시조 윤숭(尹崇)의 아들이며 고려 의 판전의시사(判典儀寺事)를 지냈다.